# IPhone 6
iPhone 6 er en smartphone designet af Apple, der benytter iOS-operativsystemet. iPhone 6 blev lanceret til offentligheden under Apple Live, som er Apples keynote til lancering af deres populære produkter. Denne begivenhed fandt sted d. 9. september 2014. Udover iPhone 6 blev også iPhone 6 Plus lanceret. Denne havde bl.a. en større skærm, der tillod horisontal visning af hjemmeskærmen, når telefonen befandt sig i vandret position.
Apple iPhone 6 udkom i de danske butikker den 26. september 2014.
iPhone 6 havde en større skærm end både iPhone 5 og iPhone 5S. Skærmen målte 4.7 tommer, mens dens storebroder, iPhone 6 Plus, havde en skærm på 5,5 tommer.
iPhone 6 kunne fås i tre forskellige farver; sølv, mat sort og guld. Farven rosenguld, blev ikke tilgængelig for iPhone 6, men blev indført ved lanceringen af iPhone 6s.